# Willi Helmut Schreiber
Willi Helmut Schreiber (* 25. März 1917 in Gießen; † 2008 in München) war ein deutsches Mitglied der SS-Verfügungstruppe, später Waffen-SS, und Mitarbeiter des Bundesnachrichtendienstes (BND).

## Leben
Schreiber war Funktionär der Hitlerjugend im Rang eines Jungbannführers. Zum 1. November 1938 trat er der SS-Verfügungstruppe bei (SS-Nummer 361.292). Von 1941 bis 1944 gehörte er der SS-Division Das Reich an, zuletzt als Bataillonskommandeur im SS-Dienstgrad eines Sturmbannführers, zu dem er zum 20. April 1944 befördert wurde. 
Nach dem Zweiten Weltkrieg wurde er in Frankreich wegen der mutmaßlichen Beteiligung am Massaker von Oradour gesucht. Daher lebte Schreiber unter dem falschen Namen Helmut Kraus. Im Sommer 1957 wurde er von Wolfgang Otto für den BND geworben, dessen Stellvertreter er wurde. Sein Deckname im BND war ebenfalls Helmut Kraus. 
Im BND vermutete man eine Beteiligung Schreibers an Gewaltakten in Polen sowie Verbrechen der Einsatzgruppe B. Daher wurde er nicht in ein Beamtenverhältnis übernommen. 1980 ging er als leitender Angestellter in Rente.

## Auszeichnungen
- Ritterkreuz des Eisernen Kreuzes
- Nahkampfspange in Gold